# Eglinton Island
Eglinton Island – wyspa leżąca w Archipelagu Arktycznym w grupie Wysp Królowej Elżbiety i Parry’ego.
- Powierzchnia wyspy – 1541 km²[1]
- długość linii brzegowej – 227 km[1]

Wyspa należy do pomniejszych wysp archipelagu i położona jest pomiędzy Wyspą Księcia Patryka a Melville’a. Od pierwszej oddzielona jest cieśniną Crozier Channel, a od drugiej – Cieśniną Kelletta. Powierzchnia wyspy posiada kopulaste ukształtowanie, wznosząc się w centralnym punkcie do poziomu 150 m n.p.m. Jałowe i kamieniste podłoże poprzecinane jest płytkimi wąwozami, którymi w czasie letnich roztopów spływają liczne strumienie.